# Graomys
Graomys là một chi động vật có vú trong họ Cricetidae, bộ Gặm nhấm. Chi này được Thomas miêu tả năm 1916. Loài điển hình của chi này là Mus griseoflavus Waterhouse, 1837.

## Các loài
Chi này gồm các loài: